# Igor Pavlović
Igor Pavlović, cyr. Игор Пaвлoвић (ur. 7 czerwca 1986 w Svetozarevie) – serbski piłkarz grający na pozycji napastnika.